# Old Bexley

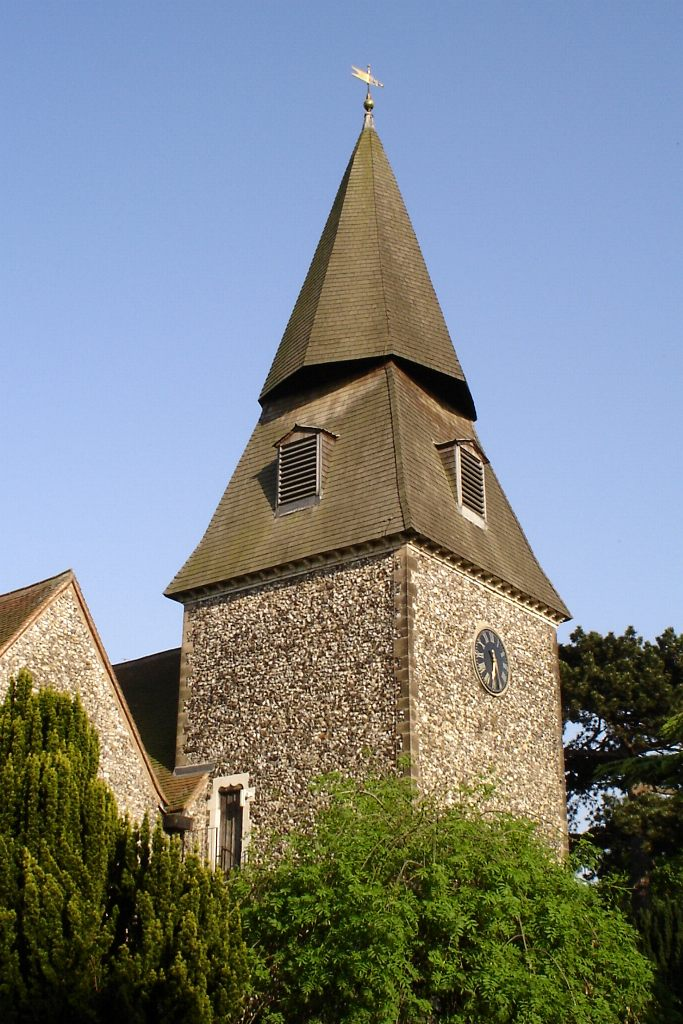
St. Mary in Bexley

Old Bexley ist ein Stadtteil im Südosten von London, der zum London Borough of Bexley gehört. Es liegt am River Cray.
Es gibt zwei Teile:
- Old Bexley oder Bexley Village, das immer noch das Aussehen eines Dorfes hat.
- Bexley's Old Heath, zwischen Welling und Crayford, das von der Urbanisation erfasst worden ist.

Die Hauptattraktion besteht in der Kirche Saint Mary mit der Besonderheit, dass ihr Kirchturm einem achteckigen Kegel ähnelt.
Bexley gehörte zu einer alten Pfarrei in der Grafschaft Kent, die zur anglikanischen Diözese Rochester gehörte. Nach dem Gesetz von 1894 wurde es Teil des Distriktes Bexley, der 1935 das Stadtrecht erhielt.1965 wurde er Groß-London zugeschlagen.
Das manor of Bexley spielte eine Rolle in der Universitätsgeschichte von Oxford.

## Sehenswertes
- Kirche Saint Mary
- St. John the Evangelist, Parkhill Road
- Old-Bexley-Bücherei